# Britische Tourenwagen-Meisterschaft 1999

Das offizielle Logo der BTCC

Die 42. Saison der Britischen Tourenwagen-Meisterschaft begann am 4. April 1999 in Donington Park und endete am 19. September 1999 in Silverstone. Nach 26 Rennen siegte Laurent Aïello vor David Leslie (beide Nissan Primera) und dem Vorjahressieger Rickard Rydell (Volvo S40). Sieger der  Konstrukteurswertung wurde Nissan.

## Änderungen
- Audi und Peugeot verließen die Meisterschaft zur Saison 1999. Renault, Volvo und Nissan, die Meister der vergangenen drei Jahre kündigten zum Ende der Saison 1999 an, ebenfalls die BTCC zu verlassen.
- In Snetterton fand das erste Mal ein Nachtrennen statt. Die Boxengasse und die Zuschauerbereiche wurden beleuchtet, während die restlichen Streckenteile in totaler Dunkelheit belassen wurden. Um den Fahrern die wechselnden Lichtverhältnisse (hell zu dunkel und dunkel zu hell) zu erleichtern, wurde im Cockpit ein sanftes Rotlicht installiert.

## Ergebnisse und Wertungen

### Kalender
|        | Datum                | Rennen     | Strecke                   | Pole-Position                 | Platz 1        | Platz 2             | Platz 3                  |
| ------ | -------------------- | ---------- | ------------------------- | ----------------------------- | -------------- | ------------------- | ------------------------ |
| 1, 2   | 4.–5. April          | England    | Donington Park (National) | James Thompson Matt Neal      | James Thompson | Alain Menu          | Jason Plato              |
| 1, 2   | 4.–5. April          | England    | Donington Park (National) | James Thompson Matt Neal      | Matt Neal      | James Thompson      | Jason Plato              |
| 3, 4   | 17.–18. April        | England    | Silverstone               | David Leslie Laurent Aïello   | Laurent Aïello | David Leslie        | Rickard Rydell           |
| 3, 4   | 17.–18. April        | England    | Silverstone               | David Leslie Laurent Aïello   | Jason Plato    | Yvan Muller         | Jean-Christophe Boullion |
| 5, 6   | 2.–3. Mai            | England    | Thruxton                  | Rickard Rydell                | Laurent Aïello | Rickard Rydell      | Matt Neal                |
| 5, 6   | 2.–3. Mai            | England    | Thruxton                  | Rickard Rydell                | Laurent Aïello | Rickard Rydell      | Vincent Radermecker      |
| 7, 8   | 15.–16. Mai          | England    | Brands Hatch (Indy)       | Alain Menu Laurent Aïello     | Yvan Muller    | Anthony Reid        | Laurent Aïello           |
| 7, 8   | 15.–16. Mai          | England    | Brands Hatch (Indy)       | Alain Menu Laurent Aïello     | Laurent Aïello | David Leslie        | Matt Neal                |
| 9, 10  | 30.–31. Mai          | England    | Oulton Park               | Laurent Aïello                | Laurent Aïello | David Leslie        | Alain Menu               |
| 9, 10  | 30.–31. Mai          | England    | Oulton Park               | Laurent Aïello                | Laurent Aïello | Matt Neal           | Yvan Muller              |
| 11, 12 | 19.–20. Juni         | England    | Donington Park (GP)       | James Thompson David Leslie   | James Thompson | David Leslie        | Jason Plato              |
| 11, 12 | 19.–20. Juni         | England    | Donington Park (GP)       | James Thompson David Leslie   | David Leslie   | Laurent Aïello      | James Thompson           |
| 13, 14 | 3.–4. Juli           | England    | Croft                     | James Thompson                | James Thompson | David Leslie        | Peter Kox                |
| 13, 14 | 3.–4. Juli           | England    | Croft                     | James Thompson                | Rickard Rydell | James Thompson      | Laurent Aïello           |
| 15, 16 | 17. Juli             | England    | Snetterton (Nachtrennen)  | Laurent Aïello                | David Leslie   | Rickard Rydell      | Vincent Radermecker      |
| 15, 16 | 17. Juli             | England    | Snetterton (Nachtrennen)  | Laurent Aïello                | Peter Kox      | David Leslie        | Yvan Muller              |
| 17, 18 | 31. Juli – 1. August | England    | Thruxton                  | Rickard Rydell                | Laurent Aïello | Rickard Rydell      | Vincent Radermecker      |
| 17, 18 | 31. Juli – 1. August | England    | Thruxton                  | Rickard Rydell                | David Leslie   | Vincent Radermecker | Alain Menu               |
| 19, 20 | 19.–20. August       | Schottland | Knockhill                 | Laurent Aïello Alain Menu     | Laurent Aïello | Gabriele Tarquini   | Alain Menu               |
| 19, 20 | 19.–20. August       | Schottland | Knockhill                 | Laurent Aïello Alain Menu     | Alain Menu     | Peter Kox           | David Leslie             |
| 21, 22 | 29.–30. August       | England    | Brands Hatch (Indy)       | Laurent Aïello Rickard Rydell | Rickard Rydell | Laurent Aïello      | James Thompson           |
| 21, 22 | 29.–30. August       | England    | Brands Hatch (Indy)       | Laurent Aïello Rickard Rydell | Laurent Aïello | David Leslie        | James Thompson           |
| 23, 24 | 11.–12. September    | England    | Oulton Park               | David Leslie                  | Laurent Aïello | David Leslie        | Rickard Rydell           |
| 23, 24 | 11.–12. September    | England    | Oulton Park               | David Leslie                  | James Thompson | Laurent Aïello      | Rickard Rydell           |
| 25, 26 | 18.–19. September    | England    | Silverstone               | Laurent Aïello                | Rickard Rydell | James Thompson      | Yvan Muller              |
| 25, 26 | 18.–19. September    | England    | Silverstone               | Laurent Aïello                | Rickard Rydell | David Leslie        | Anthony Reid             |

## Punktestand

### Fahrer
| Pl. | Fahrer         | Punkte |
| --- | -------------- | ------ |
| 1.  | Laurent Aïello | 244    |
| 2   | David Leslie   | 228    |
| 3   | Rickard Rydell | 192    |
| 4   | James Thompson | 174    |
| 5   | Jason Plato    | 122    |
| 6   | Yvan Muller    | 119    |
| 7   | Peter Kox      | 113    |

| Pl. | Fahrer                   | Punkte |
| --- | ------------------------ | ------ |
| 8   | Vincent Radermecker      | 113    |
| 9   | Matt Neal                | 109    |
| 10  | Jean-Christophe Boullion | 97     |
| 11  | Alain Menu               | 84     |
| 12  | Anthony Reid             | 78     |
| 13  | John Cleland             | 51     |
| 14  | Gabriele Tarquini        | 17     |

| Pl. | Fahrer         | Punkte |
| --- | -------------- | ------ |
| 15  | Will Hoy       | 15     |
| 16  | Mark Blair     | 11     |
| 17  | Lee Brookes    | 5      |
| 18  | Russell Spence | 3      |
| 19  | Paula Cook     | 3      |

### Marke
| Pl. | Fahrer   | Punkte |
| --- | -------- | ------ |
| 1.  | Nissan   | 464    |
| 2   | Honda    | 296    |
| 3   | Volvo    | 295    |
| 4   | Renault  | 227    |
| 5   | Vauxhall | 186    |
| 6   | Ford     | 164    |